# San Antonio, Tepetongo
San Antonio är en ort i Mexiko.   Den ligger i kommunen Tepetongo och delstaten Zacatecas, i den centrala delen av landet, 500 km nordväst om huvudstaden Mexico City. San Antonio ligger 1 902 meter över havet och antalet invånare är 128.
Terrängen runt San Antonio är platt åt nordväst, men åt sydost är den kuperad. San Antonio ligger nere i en dal. Runt San Antonio är det glesbefolkat, med 13 invånare per kvadratkilometer. Närmaste större samhälle är Huejucar, 15,9 km sydväst om San Antonio. I omgivningarna runt San Antonio växer huvudsakligen savannskog.